# Poekilloptera sicula
Poekilloptera sicula är en insektsart som först beskrevs av  1840.  Poekilloptera sicula ingår i släktet Poekilloptera och familjen Flatidae. Inga underarter finns listade i Catalogue of Life.